# Tropidophis fuscus
Tropidophis fuscus är en kräldjursart som beskrevs av den amerikanske herpetologen Stephen Blair Hedges och den kubanske herpetologen Orlando H. Garrido 1992. Tropidophis fuscus ingår i släktet Tropidophis, och familjen Tropidophiidae. Inga underarter finns listade i Catalogue of Life.

## Utbredning
T. fuscus är en art som är endemisk på Kuba.